# Дениш Печ
Дениш Печ (венг. Péc nembeli Dénes; умер между 1285 и 1288 годами) — венгерский барон и военный XIII века. Первоначально он был доверенным лицом «младшего короля» Иштвана, но позднее присоединился к сторонникам его отца, короля Венгрии Белы IV. Он активно участвовал в военных походах против Австрии и Чехии. В эпоху феодальной анархии он несколько раз занимал должность палатина и другие важные посты в Венгрии.

## Семья
Дениш происходил из залской ветви клана (рода) Печ, который имел крупные владения в нескольких графствах Трансданубии, а также в других частях Венгерского королевства. Дениш родился примерно между 1223 и 1228 годами. Один из трех сыновей Дьёрдя, который, предположительно, служил в качестве испана графства Зала в 1243—1244 годах. Его были братьями Серфезд и Петер, которые носили фамилии — Невнаи и Людбреги по месту их жительства, в настоящее время Леваньска-Варош и Лудбрег, соответственно. У Дениша было несколько влиятельных родственников, в том числе его двоюродные братья Грегори и Апор. У Дениша было двое детей от неизвестной жены: сын, Янош, был ишпаном графства Веспрем в доверенным лицом королевы-матери Томасины Моросини в 1295 году, в то время как его дочь вышла замуж за Иштвана Хахота. Через их единственного сына Миклоша они были предками могущественного рода Банфи (Bánffy).

## Сторонник герцога Иштвана

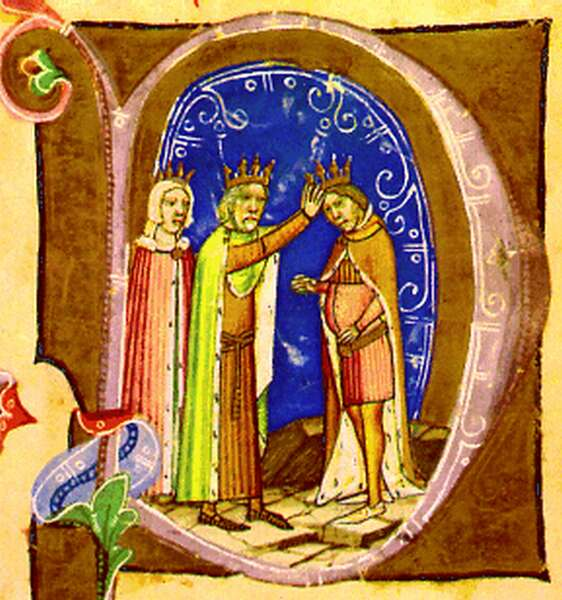
Иштвана V венчает на престол его отец, Бела IV (Венгерская иллюстрированная хроника)

Дениш Печ впервые упоминается в исторических записях в марте 1256 года, когда он уже был назван ишпаном графства Сольнок. Поскольку его непосредственный предшественник Дениш Турье умер в прошлом году, вполне вероятно, что Дениш Печ занимал эту должность со второй половины 1255 года. Он служил в этой должности по крайней мере до апреля 1258 года, когда его также называли ишпаном королевского леса Бакони, который лежал на территории графства Веспрем. Уже тогда Дениш был верным сторонником герцога Иштвана, так как королевский лес принадлежал к владениям старшего сына короля Белы IV, который был назначен герцогом Штирии в том же году. Поскольку должность ишпана Сольнока была объединена с саном воеводы Трансильвании в 1260-х годах, который длился до 15 века, Дениш был последним известным индивидуальным держателем этой должности до этого.
Штирия была аннексирована в 1254 году, но местные бароны подняли восстание и изгнали губернатора короля Белы IV, Иштвана Гуткеледа, до назначения герцога Иштвана, который также получил два соседних графства — Ваш и Зала — в Венгрии от своего отца. Дениш был одним из тех молодых баронов, происходивших из Трансданубии, которые оставались без должности из-за влияния старших поколений при королевском дворе Белы IV, в результате чего они поддерживали герцога Иштвана. Дениш Печ участвовал в той военной кампании, когда герцог Иштван и его отец совместно вторглись в Штирию и покорили восставших баронов. 26 мая 1259 года, когда он вместе со своим сюзереном проживал в Граце, столице штирийской провинции, Дениш был назначен управляющим стюардами в герцогском дворе, ишпаном графства Зала и капитаном Петтау (современный Птуй в Словении). В этом качестве он был подчинен Иштвану Гуткеледу, который управлял оккупированной провинцией из замка Петтау. Однако, при поддержке короля Богемии Оттокара II местные бароны вновь подняли восстание. К январю 1260 года герцог Иштван смог сохранить только Петтау и его район, где Дениш Печ служил капитаном. Он участвовал в последующих боях, но вся провинция была потеряна для венгров после битвы при Кресенбрунне в июле 1260 года. После этого Иштван покинул Штирию и вернулся в Трансильванию. Примерно в то же время, Дениш был заменен на посту ишпана графства Зала Чаком Хахотом.
Отношения Иштвана и Белы IV ухудшились в начале 1260-х гг. После короткого внутреннего конфликта Бела IV и его старший сын разделили страну, и Иштван получил земли к востоку от Дуная в соответствии с Прессбургским миром, который был заключен около 25 ноября и подтвержден 5 декабря 1262 года. Став одним из самых важных сторонников «младшего короля», Дениш служил палатином герцогского двора и ишпаном графства Бач, по крайней мере, с 3 мая 1263 года, но вполне вероятно, что он уже занимал обе должности с декабря 1262 года. Дениш Печ участвовал в болгарской кампании герцога Иштвана во второй половине 1263 года, когда он издал королевскую грамоту в Петервараде (современный Петроварадин, Сербия) в октябре 1263 года. Вице-палатин Готард был упомянут однажды в 1264 году, который сидел в Хатване, поскольку Дениш осуществлял свои права судьи главным образом в южных частях королевства. Несмотря на свое влияние и высокие посты, Дениш Печ предал своего господина, герцога Иштвана, и присоединился к сторонникам Белы IV осенью 1264 года. Примерно в это же время король и его верные советники стали тайно контактировать с наиболее влиятельными придворными Иштвана, чтобы убедить и подкупить их, чтобы они перестали поддерживать герцога. Венгерский историк Тамаш Кадар утверждает, что связь Дениша с младшим королем к тому времени утратила своё значение, так как не стал членом королевского совета при дворе Белы. Таким образом, его смена была необходимым, вынужденным шагом. Кроме того, его унаследованные и приобретенные земли лежали в основном в графствах Кереш (Крижевцы) и Зала, которые принадлежали провинции Белы Младшего, герцога Славонии, младшего сына короля Белы IV.

## Королевский придворный
Его участие в последующей гражданской войне между отцом и сыном неизвестно. Став членом двора герцога Белы в Славонии, Дениш Печ был впервые упомянут как ишпан графства Срема в марте 1266 года, но предполагается, что он уже был назначен на эту должность сразу после своего дезертирства. Он был назван «владыкой Песета и Поляны», когда судили по судебному иску между цистерцианским аббатством Топушко (Топлица) и жителями Поляны в том же году. К 1268 году Дениш был повышен до более высокого сана, когда стал графом (главой) двора герцога Белы. Кроме того, он также служил в качестве ишпана графства Нитра в том году. Его замок стал собственностью герцога Белы в 1263 году, среди других фортов. В этом качестве Дениш Печ провел несколько месяцев в графстве Веспрем, где он рассмотрел предыдущие королевские земельные пожертвования и определил право собственности на несколько графства. К началу ноября 1268 года Дениш стал ишпаном графства Зала во второй раз, заменив Чака Хахота, который сменил его на посту главы графства Нитра. Его господин герцог Бела скончался в середине 1269 года, незадолго до смерти престарелого Бела IV, который сам скончался 3 мая 1270 года. Это оказало значительное влияние на развитие его карьеры.
Герцог Иштван вступил на венгерский трон как Иштван V к концу месяца. В результате Дениш Печ на короткое время потерял политическое влияние. Его сменил на посту ишпана графства Зала верный воин короля Паньит Мишкольц . Западные пограничные земли стали районом стратегического значения во время начавшейся войны между Венгрией и Чехией. В результате к концу 1270 года местные влиятельные бароны, в том числе и Дениш Печ, были частично реабилитированы политически. Он был назначен главой графства Мароша (сегодня Моравче, Хорватия) около декабря 1270 года, который расположен на территории графства Загреб. Дениш Печ был одним из командиров королевской армии в войне против чешского короля Оттокара II, наряду с Паньитом Мишкольцем, Грегори Моносло и Эрнье Акошем, которые опустошили юго-восточную часть Штирии и осадил Радкерсбург, Фюрстенфельд, Лимбу и Траз, прежде чем вернуться домой в течение нескольких дней. Когда Иштван V лично начал грабительский рейд на Австрию около 21 декабря, Дениш Печ, возможно, также принимал участие в столкновениях, поскольку его родственник Миклош служил под его знаменем. Когда в апреле 1271 года король Богемии Оттокар вторгся в венгерские владения к северу от Дуная и захватил ряд крепостей, Дениш участвовал в последующих сражениях. Он присутствовал, когда два посланника короля достигли соглашения в Прессбурге 2 июля. Иштван V подтвердил договор присягой, Дениш Печ также подписал документ.

## Королевский барон
Бан Иоахим Гуткелед похитил десятилетнего сына и наследника короля Иштвана, Ласло, и заключил его в тюрьму в замке Копривница летом 1272 года, что ознаменовало начало эпохи феодальной анархии. Иштван V немедленно поменял правительство, иногда еще до августа. Дениш Печ был назначен королевским судьей, войдя в королевский совет и став одним из самых могущественных баронов королевства. Помимо этой должности, он также выполнял функции ишпана графства Вараждин. Иштван V умер 6 августа 1272 года. Ласло IV Кун сменил его на посту венгерского короля. Во время его малолетства многие группы баронов — прежде всего Чаки, Кёсеги и Гуткеледы — боролись друг с другом за верховную власть в королевстве. Согласно историку Енё Сючу, пожилые почетные бароны, которые были сделаны палатинами и другими главными должностными лицами, такие как Дениш Печ, Эрнье Акош и Роланд Ратот, считались стабильными фигурами в быстро меняющихся правительствах в течение первых пяти правления короля Ласло Куна. Тем не менее, Дениш первоначально принадлежал к баронской группе Кесеги-Гуткелед-Гередье, в которой доминировали бароны Трансданубии и их семьи. Однако вскоре Дениш лишился обоих своих постов к сентябрю и временно ушел из политики. Но вместо этого он еще больше укрепил свою военную репутацию. Как ишпан графства Оклич (современная Konšćica-Okić, Хорватия), он участвовал в венгерских рейдах на Австрию и Моравию в феврале 1273 года вместе с Матушем Чаком, Иваном Кёсеги, Иоахимом и Амадеем Гуткеледами. Они подошли к Фюрстенфельду и осадили его, грабя и разрушая окружающие земли. В ответ на эти набеги войска Оттокара вторглись в приграничные земли Венгрии в апреле 1273 года. Дениш сражался со его арьергардом под Дьёром в августе. Вместе с Иоахимом Гуткеледом и Эгидом Моносло, вернувшимися в Венгрию из ссылки, он в октябре разгромил моравское войско у стен замка Детрекс.

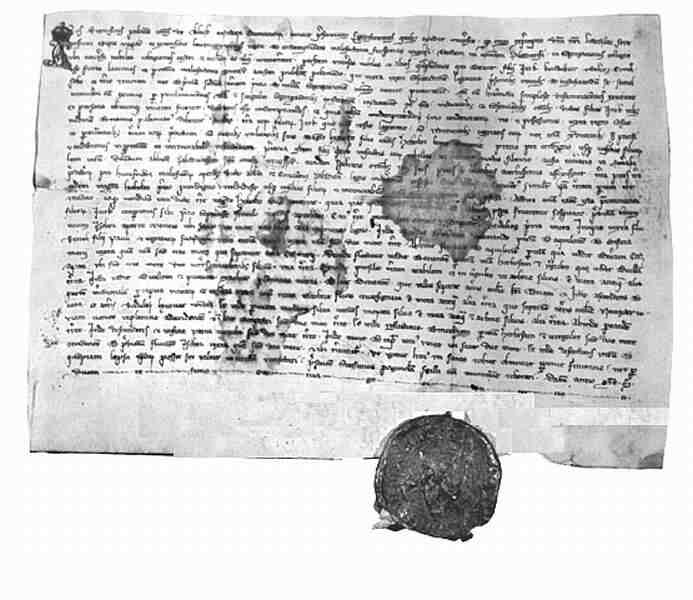
В 1273 году была принята Хартия палатина Дениша Печа, в которой зафиксирован созыв первоначального палатинального «общего собрания»

После отражения чешского нашествия клан Кёсеги и их союзники изгнали нескольких членов королевского совета и создали однородное «партийное правительство» в конце 1273 года, как назвал его Енё Сюч в своей монографии. Следовательно, Дениш Печ был назначен палатином Венгрии около декабря 1273 года, сохраняя свою позицию в графстве Оклич. Несмотря на то, что он считался марионеткой группы Кесеги, Дениш Печ инициировал высокоэффективные и долгосрочные реформы в истории посты палатина во время своего первого срока. Чтобы отстранит от власти самопровозглашенную королеву-регентшу Елизавету Куманскую, бароны ввели реформы в судебной сфере с весны 1273 года: сначала в Славонии, где Хенрик Кесеги служил баном, а затем и в Венгрии, когда они заняли исключительно важные посты. Дениш Печ был первым палатином, который провел «общее собрание» (лат. generalis congregatio) сразу после своего назначения. Согласно его уставу, он созвал собрание в графстве Зала и осудил двух «злоумышленников», а также заочно конфисковал их земли «по приказу короля и совета баронов королевства». Весной 1274 года Дениш Печ провел несколько месяцев в деревне Манд, поэтому весьма показательно, что он также созвал там палатинальное собрание в прошлом году.
Петер Чак и его союзники отстранили от власти Иоахима Гуткеледа и его партию, только Хенрик Кёсеги остался в роли бана, но без влияния. Дениш Печ вышел из их союза и принял присягу на верность баронской группе Чаков. В результате ему удалось сохранить свою должность палатина. В отместку Иоахим Гуткелед и Хенрик Кёсеги захватили Ласло IV и его мать в июне 1274 года. Хотя Петер Чак освободил короля и его мать, оба барона захватили младшего брата Ладислава, Андрея, и увезли его в Славонию. Они требовали Славонии от имени герцога Андрея, но Петер Чак разбил их объединенные силы в битве при Февени в конце сентября, где был убит Хенрик Кесеги . Вскоре после этого правящая группа Чак реорганизовала правительство: Дениш потерял свой пост палатина и сменил покойного Кесеги на посту бана Славонии. К январю 1275 года он стал королевским судьей и ишпаном графства Зала. Он потерял оба поста к марту, в соответствии с фаворитизмом Ласло Куна отношению либо к Чакам, либо к баронским группам Кёсеги. Он действовал как ишпан с апреля 1275 года, он вновь был назначен главой казначейства при дворе королевы Елизаветы Сицилийской, занимая обе должности до второй половины 1275 года. 11 августа 1275 года король Ласло IV передал графство Мароча и его замок по наследству Денишу . Дениш Печ построил там замок Зелна (сегодня руины в городе Свети-Иван-Зелина, Хорватия) в ближайшие годы.
В 1277 году Дениш Печ в третий раз стал королевским судьей. Только одна хартия сохранила этот срок полномочий, когда он оставался в Шопроне в сопровождении короля в ноябре . Его заместителем был вице-судья Омпудин, который уже действовал в этом качестве в июле. Дениш Печ присутствовал, когда Ласло IV встретился с королем Германии Рудольфом I в Хайнбурге-на-Дунае 11 ноября, чтобы подтвердить свой союз против короля Богемии Оттокара II. Дениш был назначен палатином Венгрии к концу года, в то время как он также служил в качестве ишпана графства Шомодь, заменив Петера Чака. В феврале 1278 года он в качестве палатина созвал в Капошваре второе задокументированное собрание generalis congregatio. В следующем месяце он жил в Шамодьваре, где вместе со своим двоюродным братом Грегори Печем выступал в качестве арбитра в судебном процессе . К 22 марта Дениш Печ сменил Петера Чака на обеих должностях. Братья Миклош II и Иштван II Гуткеледы примирились со своими соперниками — Бабоничами в Загребе в ноябре 1278 года. Венгерские бароны Матуш Чак, Иштван Чак, Дениш Печ и его брат Петер Людбреги сделали поручительство для Гуткеледов. Дениш Печ был сопредседателем третьего общего собрания в феврале 1279 года в Баботе, графство Шомодь, вместе с Матушем Чаком.
Дениш Печ очередной раз упоминается в исторических записях в октябре 1282 года, когда он действовал как ишпан графства Шарош. Он носил этот титул по меньшей мере до июля 1284 года. Между апрелем и октябрем 1283 года он был назначен палатином Венгрии в третий раз, в то время как он также исполнял функции ишпана комитата Шомодь. Он занимал эти должности до июля 1284 года, без перерыва. В октябре 1285 года он был главой казначейства при дворе королевы Елизаветы Сицилийской и ишпаном графства Зала. Дениш Печ скончался до 7 марта 1288 года.